# Joseph-Marie Trèves
Joseph-Marie Trèves (pron. fr. AFI: [ʒozɛfmaʁi tʁɛv]) (Émarèse, 1874 – Excenex, 1941) è stato un presbitero italiano.
È conosciuto come l'abbé Trèves, che in francese significa abate Trèves. Tale definizione è tuttavia inesatta, in quanto Trèves non fu mai abate. Il termine "abbé" si usa in lingua francese con un significato più ampio, riferendosi a un religioso cui la comunità attribuisce una particolare importanza.
Fondò il movimento regionalista La jeune Vallée d'Aoste. Il suo nome è fortemente legato alla resistenza al regime fascista in Valle d'Aosta, che puntava all'annullamento della sua cultura alpina e francofona.

## Biografia
Nato nel 1874 a Émarèse, nel villaggio di Érésaz, da Joseph-Sulpice (di vivente Jean-Baptiste) e Claudine Crétier, si dedica a diffondere iniziative sociali promosse dal gruppo di presbiteri che si riconoscevano negli ideali di monsignor Jean-Joconde Stévenin, sindaco di Aosta: lancia delle campagne per la creazione di casse rurali in favore dei lavoratori, contro l'alcolismo, l'analfabetismo e l'immoralità.
Percorre a piedi la Valle d'Aosta per conoscere da vicino le condizioni di vita dei contadini e le loro sofferenze causate dalle ripercussioni della politica economica e culturale dell'epoca.
L'intensificarsi delle misure di restrizione imposte dal regime fascista obbliga Trèves a prendere una posizione radicale nei confronti della dittatura e dei valdostani che avevano scelto di sostenerla per opportunismo. Denuncia in particolare la chiusura delle écoles de hameau (scuole di villaggio), operata dal regime fascista, attraverso degli scritti pubblicati a partire dal numero del 21 febbraio 1923 nel giornale diocesano Le Duché d'Aoste, e raccolti in seguito in Une injustice qui crie vengeance (= un'ingiustizia che grida vendetta).
Joseph-Marie Trèves muore nella sua parrocchia a Excenex (sulla collina di Aosta) nel 1941.
A lui è dedicato il Centre d'études abbé Trèves, inaugurato il 6 ottobre 2012 a Érésaz (villaggio sede del municipio di Émarèse).

## LaJeune Vallée d'Aoste

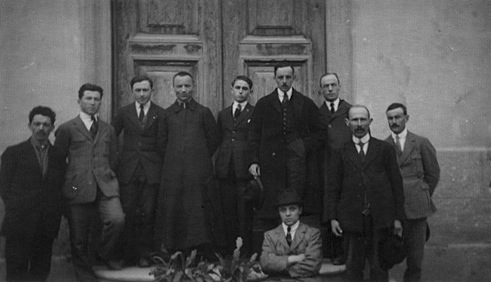
Foto di gruppo dei fondatori della Jeune Vallée d'Aoste all'assemblea di fondazione (scattata davanti al Piccolo Seminario di Aosta il 22 marzo 1925): Partendo da sinistra in alto: Joseph-Athanase Thiébat, Ferdinand Bionaz, Émile Chanoux, Joseph-Marie Trèves, Cino Norat, Joseph-Marie Alliod, Samuel Gerbaz, Louis Pellissier, François Vallet. Joseph Proment è seduto.

Con Émile Chanoux, Rodolphe Coquillard e Séverin Caveri fonda la Jeune Vallée d'Aoste, gruppo regionalista il cui programma è dichiaratamente antifascista: la salvaguardia delle tradizioni e della lingua francese e la trasformazione del Regno d'Italia in una federazione repubblicana di regioni italiane nel quadro più ampio di una federazione europea.
Messo al bando dalle milizie fasciste, il movimento diventa clandestino, e i suoi membri animeranno la resistenza antifascista in Valle d'Aosta degli anni 1943-1945.